# 山下健治
山下 健治（やました けんじ、1972年4月2日 - ）は、日本映画の編集技師。福岡県出身。東京都在中。

## 経歴
日活芸術学院を経てフリーの編集助手として活躍し、1996年に技師昇進する。
三池崇史監督作品の編集を主に担当している。

## 担当作品

### 編集助手
- アンドロメディア（1998年）
- アナザヘヴン（2000年）
- どら平太（2000年）
- ゴジラ・モスラ・キングギドラ 大怪獣総攻撃（2001年）
- 阿修羅のごとく（2003年）
- 死に花（2004年）
- 海猫（2004年）
- 犬神家の一族（2006年）

## 編集
- ヤッターマン（2009年）
- ゼブラーマン -ゼブラシティの逆襲-（2010年）
- 十三人の刺客（2010年）
- 愛と誠（2012年）
- 悪の教典（2012年）
- 藁の楯（2013年）
- 神さまの言うとおり（2014年）
- 土竜の唄 潜入捜査官REIJI（2014年）
- 極道大戦争（2015年）
- 風に立つライオン（2015年）
- テラフォーマーズ（2016年）
- 無限の住人（2017年）
- ラプラスの魔女（2018年）
- 駅までの道をおしえて（2019年）

## 受賞歴
- 第34回日本アカデミー賞 優秀編集賞（2011年）[1]
- 第21回日本映画批評家大賞 編集賞（2012年）